# Estefanía Godoy
Estefanía Godoy (Bogotá, 14 de febrero de 1982) es una actriz y modelo colombiana, conocida por interpretar a Úrsula Mejías en la serie Cumbia Ninja.

## Filmografía

### Televisión
- Confinados (2020) — Valentina
- Hermanos y hermanas (2017) — Rebeca Soto Álvarez
- Cumbia Ninja (2013-2015) — Úrsula Mejía
- A mano limpia (2012-2013) - Martina "estrella" Figueroa
- Lynch (2012)
- A corazón abierto (2011) — Sandra Galindo
- Amar y temer (2011) — Flor Rincón
- El encantador (2010) - Magnolia Rendón
- Tu voz estéreo (2010) — Varios personajes
- Amor en custodia (2009-2010) — Tatiana Aguirre Lema
- Amor, Mentiras y video (2009) — Vanesa
- La dama de Troya (2008-2009) - Ausencia
- Sin vergüenza (2008) — Paola Montes
- Mujeres asesinas (2008)
- En los tacones de Eva (2006-2008) — Shirley
- Amores de mercado (2006-2007) — Lorena Morales
- ¿De qué tamaño es tu amor? (2006) — Paula Aragón
- Juegos prohibidos (2005-2006) — Angie
- Todos quieren con Marilyn (2004-2005) — Paula

## Presentadora
- Jack el despertador (2002) — Amarilla

## Teatro
- A 2.50 la Cuba libre (2010)

## Premios y nominaciones

### Premios TVyNovelas
| Año  | Categoría                              | Telenovela o serie    | Resultado |
| ---- | -------------------------------------- | --------------------- | --------- |
| 2008 | Personaje femenino que se roba el show | En los tacones de Eva | Nominada  |